# Centre Nacional Català
El Centre Nacional Català fou un grup polític catalanista fundat a Barcelona el 3 de setembre de 1899 per antics militants de la Unió Catalanista contraris a l'apoliticisme de la Unió.
Entre els fundadors hi havia conservadors com Ramon d'Abadal i Calderó, Lluís Domènech i Montaner, Josep Puig i Cadafalch, Lluís Duran i Ventosa, Francesc Cambó, Enric Prat de la Riba o Narcís Verdaguer i Callís, i liberals i republicans com Jaume Carner i Romeu, Ildefons Sunyol o Joaquim Casas i Carbó.
El seu programa polític era el recollit a les bases de Manresa del 1892, i definia el catalanisme no pas com un partit polític, sinó com una causa política nacional oberta a tots els catalans independentment de la seva ideologia. El president del CNC fou Narcís Verdaguer i Callís, el vicepresident Jaume Carner i Romeu i el secretari Enric Prat de la Riba. El 25 d'abril de 1901 es fusionà amb la Unió Regionalista per a formar la Lliga Regionalista. La seva portaveu era el diari La Veu de Catalunya. Era l'expressió del moviment burgès català progressista, portat pels industrials que es trobaven a la periferia geogràfica d'un imperi centralitzador que quedava presoner de la seva oligarquia agrària conservadora, ben connectatada amb l'administració central corrupta. La crisi de Cuba des del 1868 va fer perdre 60% del seu mercat a la indústria catalana. Per encetar la renovació indispensable i parar l'ocàs de l'Estat, Enric Prat de la Riba va apropar-se del general Camilo García de Polavieja y del Castillo, que veia en una descentralització una eina per atènyer la modernització necessària.